# Ameletopsis
Ameletopsis is een geslacht van haften (Ephemeroptera) uit de familie Ameletopsidae.

## Soorten
Het geslacht Ameletopsis omvat de volgende soorten:
- Ameletopsis perscitus